# Calonotos tripunctata
Calonotos tripunctata là một loài bướm đêm thuộc phân họ Arctiinae, họ Erebidae.